# Faxe Bugt
Faxe Bugt är en vik i Danmark.   Den ligger i Region Själland, i den sydöstra delen av landet, 60 km söder om Köpenhamn.
Faxe Bugt är en del av Östersjön. Den avgränsas i norr och väster av Själland och i söder av Møn. Mellan Själland och Mön övergår Faxe Bugt i Bøgestrøm, ett sund som leder till Stege Bugt.